# Пісківська сільська рада (Чернігівський район)
Піскі́вська сільська́ ра́да — орган місцевого самоврядування у Чернігівському районі Чернігівської області. Адміністративний центр — село Піски.

## Загальні відомості
Пісківська сільська рада утворена в 1969 році.
- Територія ради: 2,13 км²
- Населення ради: 595 осіб (станом на 2001 рік)

## Населені пункти
Сільській раді підпорядковані населені пункти:
- с. Піски
- с. Єньків
- с. Підгірне

## Склад ради
Рада складається з 12 депутатів та голови.
- Голова ради: Голубенко Надія Олексіївна
- Секретар ради: Грушун Любов Павлівна

### Керівний склад попередніх скликань
| ПІБ                        | Основні відомості                                                         | Дата обрання | Дата звільнення |
| -------------------------- | ------------------------------------------------------------------------- | ------------ | --------------- |
| Голубенко Надія Олексіївна | Сільський голова, 1961 року народження, освіта вища, член Народної партії | 26.03.2006   | 31.10.2010      |
| Голубенко Надія Олексіївна | Сільський голова, 1961 року народження, освіта вища, член Партії регіонів | 31.10.2010   |                 |

Примітка: таблиця складена за даними джерела

### Депутати
За результатами місцевих виборів 2010 року депутатами ради стали:

#### За суб'єктами висування
| Суб'єкт висування           | Кількість обраних депутатів | %    |
| --------------------------- | --------------------------- | ---- |
| Самовисування               | 7                           | 58,3 |
| Комуністична партія України | 3                           | 25   |
| Партія регіонів             | 2                           | 16,7 |

#### За округами
| № округу                    | Прізвище, ім'я, по батькові      | Дата визнання обраним | Освіта             | Партійна приналежність            | Відомості про обраного депутата                   |
| --------------------------- | -------------------------------- | --------------------- | ------------------ | --------------------------------- | ------------------------------------------------- |
| Комуністична партія України |                                  |                       |                    |                                   |                                                   |
| 2                           | Тимошенко Леонід Миколайович     | 05.11.2010            | середня            | позапартійний                     | Тов"Новийшлях", головнийінженер                   |
| 3                           | Тимошенко Михайло Миколайович    | 05.11.2010            | середня спеціальна | позапартійний                     | Тов"Новийшлях", водій                             |
| 8                           | Ріпа Микола Миколайович          | 05.11.2010            | середня спеціальна | член Комуністичної партії України | пенсіонер                                         |
| Партія регіонів             |                                  |                       |                    |                                   |                                                   |
| 4                           | Ревко Лариса Володимирівна       | 05.11.2010            | середня            | член Партії регіонів              | П-Ззалізниця, провідник                           |
| 9                           | Грушун Любов Павлівна            | 05.11.2010            | середня спеціальна | член Партії регіонів              | Пісківська сільськарада, секретарсільськоїради    |
| Самовисування               |                                  |                       |                    |                                   |                                                   |
| 1                           | Давиденко Ольга Іллівна          | 05.11.2010            | середня            | позапартійна                      | фельдшерсько-акушерський пункт, молодшаМед.сестра |
| 5                           | Павленко Тетяна Володимирівна    | 05.11.2010            | середня спеціальна | позапартійна                      | ТОВ «Новийшлях», різноробоча                      |
| 6                           | Андросенко Надія Іванівна        | 05.11.2010            | середня            | позапартійна                      | пенсіонер                                         |
| 7                           | Притиковська Катерина Михайлівна | 05.11.2010            | середня            | позапартійна                      | пенсіонер                                         |
| 10                          | Мірошниченко Ганна Миколаївна    | 05.11.2010            | середня спеціальна | позапартійна                      | пенсіонер                                         |
| 11                          | Шагурова Тетяна Василівна        | 05.11.2010            | середня спеціальна | позапартійна                      | ТОВ «Новийшлях», завідуючаскладомГСМі запч.       |
| 12                          | Постол Галина Федорівна          | 05.11.2010            | середня спеціальна | позапартійна                      | пенсіонер                                         |